# Paul Bley (album)
Albums de Paul Bley
Introducing Paul Bley
(1953) Floater Syndrome
(1962)
L' album Paul Bley est un disque de jazz enregistré en 1954 par le pianiste canadien Paul Bley, avec les contrebassistes Percy Heath et Peter Ind et le batteur Al Levitt.

## Historique
L'album est enregistré au studio Fine Sound à New York aux États-Unis lors de trois sessions d'enregistrement tenues le 3 février, le 26 août et le 30 août 1954,.
« Lors de la dernière session, durant laquelle furent enregistrés les morceaux 52nd Street Theme, Time On My Hands, This Can't Be Love, My One And Only et I Want To Be Happy, les musiciens travaillant avec Paul Bley étaient le batteur Al Levitt, un ancien étudiant de Tristano déjà entendu avec les ensembles de Chuck Wayne, Barbara Carroll et Teddy Charles, et le contrebassiste britannique Peter Ind, qui vint aux États-Unis en 1951 et a également étudié et travaillé avec Tristano et Lee Konitz ». 
« Sur tous les autres titres, Paul est à nouveau accompagné par Al Levitt, mais la basse est tenue par Percy Heath, qui avait remporté le Down Beat New Star Award dans le poll des critiques 1954 »,.
L'album est publié en disque vinyle long play (LP) en 1954 sous la référence MGW-60001 sur le label Wing Records, une filiale de Mercury Records,,. Juste après, en 1955, il est publié sous la référence MG 36092 par le label EmArcy, une autre filiale du même groupe,.
L'album Paul Bley est réédité en LP en 1985 et 1992 par Emarcy et il est publié en CD à partir de 2002 par les labels EmArcy, Verve et Universal,.

## Accueil critique
Le site AllMusic attribue 3 étoiles à l'album. Le critique musical Eugene Chadbourne apprécie cette œuvre de jeunesse de Paul Bley : « C'est l'un des premiers enregistrements de ce grand pianiste de jazz. Son style est ici du bebop pur, avec des comparaisons avec des musiciens comme Wynton Kelly et Lennie Tristano. Il y a une superbe section rythmique. Les deux bassistes, Percy Heath et Peter Ind, sont des maîtres. Le batteur Alan Levitt fait un excellent travail. Il s'agit d'un très bel enregistrement de musique de trio de jazz avec piano ». Mais il souligne que « le problème évident de quelqu'un comme Paul Bley ou Jimi Hendrix est qu'une fois qu'ils ont développé leur personnalité musicale totalement unique, leur travail antérieur semble un peu ennuyeux ».

## Titres
Les morceaux sont mentionnés ci-dessous dans l'ordre où ils sont présentés sur la pochette du LP Paul Bley, publié par le label EmArcy sous la référence MG 36092 :
| No  | Titre                                | Auteur                                         | Durée |
| --- | ------------------------------------ | ---------------------------------------------- | ----- |
| 1.  | Topsy                                | Edgar Battle / Eddie Durham                    | 2:46  |
| 2.  | My Heart                             | Paul Bley                                      | 2:43  |
| 3.  | That Old Feeling                     | Lew Brown / Sammy Fain                         | 2:41  |
| 4.  | There'll Never Be Another You        | Mack Gordon / Harry Warren                     | 5:50  |
| 5.  | Autumn Breeze                        | Milt Jackson                                   | 3:13  |
| 6.  | I Want To Be Happy                   | Irving Caesar / Vincent Youmans                | 2:22  |
| 7.  | My Old Flame                         | Sam Coslow / Arthur Johnston                   | 3:30  |
| 8.  | Time On My Hands                     | Harold Adamson / Mack Gordon / Vincent Youmans | 3:34  |
| 9.  | Drum One                             | Paul Bley                                      | 2:24  |
| 10. | This Can't Be Love                   | Lorenz Hart / Richard Rodgers                  | 3:12  |
| 11. | My One And Only (What Am I Gonna Do) | George Gershwin / Ira Gershwin                 | 6:47  |
| 12. | 52nd Street Theme                    | Thelonious Monk                                | 2:49  |

## Musiciens
- Paul Bley : piano
- Percy Heath : contrebasse
- Peter Ind : contrebasse
- Al Levitt : batterie